# Tauredunum-Ereignis

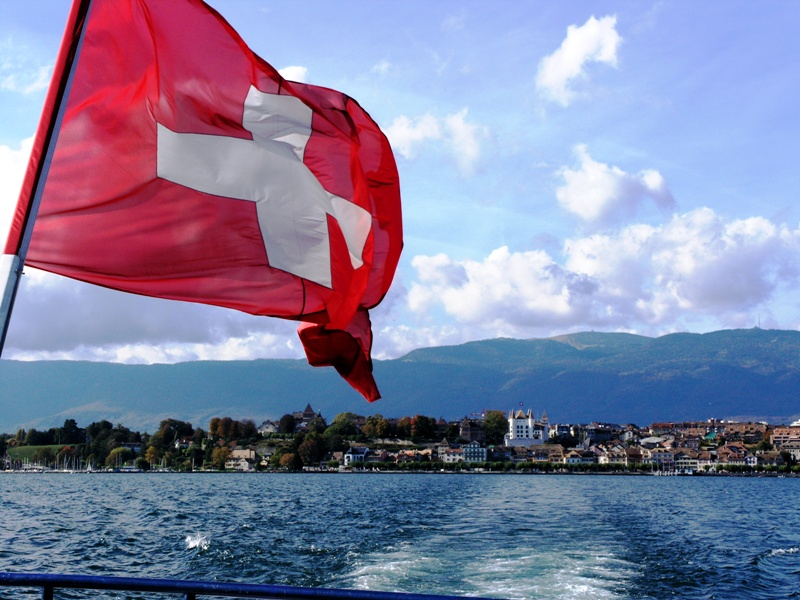
Der See bei Nyon, das beim Tauredunum-Ereignis im Jahr 563 stark getroffen wurde

Das Tauredunum-Ereignis im Jahr 563 war ein Tsunami im Genfersee, der durch einen massiven Bergsturz ausgelöst wurde und  weitreichende Zerstörungen hervorrief, wobei viele Menschen entlang der Seeufer zu Tode kamen. Nach zwei zeitgenössischen Berichten – von Gregor von Tours (Decem libri historiarum. 4, 31) und Marius von Avenches (Chronica ad annum 563) – wurde die Katastrophe durch das Abrutschen eines Berghanges an einem Ort namens Tauredunum am östlichen Ende des Genfersees verursacht. Es entstand eine grosse Welle, die sich entlang des Sees ausbreitete, wobei sie die Dörfer am Ufer hinwegfegte und die Stadt Genf mit solcher Kraft traf, dass sie über die Stadtmauern schwappte und viele Einwohner tötete. Die Welle soll in Genf noch acht Meter hoch gewesen sein.
Möglich ist auch, dass der Bergsturz zuerst die Rhone ca. 5 km oberhalb ihrer Mündung in den Genfersee aufstaute und diese Barriere später brach, woraus die Flutwelle entstand.
Eine Studie, die im Oktober 2012 veröffentlicht wurde, legt nahe, dass der Tauredunum-Erdrutsch das Abrutschen der Sedimente bewirkte, die sich an der Stelle angehäuft hatten, wo die Rhone in den Genfersee mündet. Dies verursachte eine riesige Unterwasser-Schlammlawine, die mehrere 100 Millionen Kubikmeter Sediment verschob und einen Tsunami hervorrief, der bis zu 16 m hoch war und die Stadt Genf in etwa 70 Minuten erreichte. Es gibt Indizien für vier frühere Schlammlawinen, was darauf hindeutet, dass Tsunamis möglicherweise ein wiederkehrendes Phänomen am Genfersee sind.
Eine mit Animationen angereicherte Dokumentationssendung, die 2018 in Kooperation von Arte und Radio Télévision Suisse RTS entstanden ist, verdeutlicht, dass eine solche Katastrophe auch heute noch möglich ist.
|  |  |